# Primerose (pièce de théâtre)
Pour les articles homonymes, voir Primerose.
Primerose est une pièce de théâtre en trois actes de Gaston Arman de Caillavet et Robert de Flers, représentée pour la première fois le 10 octobre 1911 à la Comédie-Française

## Argument
Primerose de Plelan aime Pierre de Lancry. Pierre de Lancry aime Primerose de Plelan. Cet amour est, de part et d'autre, posé comme immuable et définitif, sans aucune altération sensible, au cours de la pièce. Toute la famille de Primerose — le comte de Plelan, son père, le cardinal de Mérance, son oncle, la comtesse de Sermaize, sa marraine — consent et applaudit d'avance au mariage. Pierre est peut-être un peu grisonnant pour Primerose, mais on sait que le goût des jeunes filles est qu'on puisse prendre leur mari pour leur père.

### Acte I
Le salon du château de Plélan, en Anjou
La jeune Primerose, sitôt assurée de son propre amour, veut lever au plus tôt l'incertitude, et se déclare à Pierre par un billet parfaitement péremptoire. À cette déclaration, Pierre commence à répondre, quand une nouvelle brutale vient le couper dans son préambule. La banque d'Amérique où était déposée toute sa fortune vient de sauter; le voilà forcé de s'expatrier pour quelques années ; le voilà sans doute ruiné. L'aveu qu'il allait prononcer s'arrête aussitôt. Il estime qu'il n'a plus le droit d'épouser Primerose, que son devoir est de trancher dans le vif, et quand la jeune fille lui demande : « Oui ou non, m'aimez-vous? », il répond : « Je suis votre ami bien tendre, Primerose, mais je ne vous aime pas d'amour ».

### Acte II
La dépêche fatale avait exagéré la situation et après liquidation de ses affaires, il est revenu d'Amérique très riche. Primerose, dans l'intervalle, est entrée dans une maison de la régie de Sainte-Claire. Pierre ne l'aimant pas, elle a vêtu la robe de bure et la cornette, et soigne les enfants malades à l'infirmerie du couvent. Elle n'a pas encore prononcé ses vœux définitifs. Primerose, bien que toujours amoureuse, se sent un peu trop pacifiée déjà par la règle et l'habitude monastiques; elle se sent dépaysée dans une conversation d'amour. Rejetant ainsi jusqu'à l'idée d'un mariage possible, elle juge de son devoir d'adoucir la peine de Pierre, de lui faire entrevoir, après la guérison, une autre vie, peut-être un autre mariage, de parler et d'agir, en un mot, comme si tout amour était mort en elle, et pour toujours.

## Acte III
Un petit salon chez Madame de Sermaize.
Un fait nouveau est survenu. L'établissement des Clarisses a été fermé par mesure administrative. La jeune fille, sécularisée malgré elle, trouve asile chez Mme de Sermaize. Pierre est l'hôte assidu de la maison. Primerose est prisonnière d'un nouveau sentiment qui est un attachement, par point d'honneur, à la communauté dont elle est séparée malgré elle, un scrupule de fidélité et de solidarité, une peur de paraître profiter, pour son avantage personnel, de l'événement déplorable. Pierre est retenu par une sourde rancune. Les conseils charitables de Primerose l'ont piqué au vif ; il s'est efforcé de les prendre au sérieux et d'aménager autrement sa vie. Primerose, emportée par un mouvement de jalousie, provoque, involontairement, une explication, et comme ces amoureux sont toujours d'accord, il suffit de s'expliquer une bonne fois pour s'entendre, rien ne s'oppose plus à leur réunion. Ils se marieront donc, à la grande joie de la douairière, et au grand soulagement du cardinal qui, pour peu que le rapprochement eût tardé, allait s'atteler lui-même à la besogne.

## Distribution de la création
| Rôles                                             | Créateurs Comédie-Française, 10 octobre 1911 |
| ------------------------------------------------- | -------------------------------------------- |
| Primerose de Plelan                               | Marie Leconte                                |
| Pierre de Lancry                                  | Georges Grand                                |
| Le comte de Plelan, père de Primerose             | Léon Bernard                                 |
| Le cardinal de Mérance, oncle de Primerose        | Maurice de Féraudy                           |
| La comtesse de Sermaize, marraine de Primerose    | Blanche Pierson                              |
| H. de Plélan, frère de Primerose                  | Jacques Guilhène                             |
| Donatienne, religieuse                            | Berthe Bovy                                  |
| Denis, maître d’hôtel des Plélan                  | Jean Croué                                   |
| Edmond                                            | Lesseigne                                    |
| S. David                                          | Garay                                        |
| De Layrac, Camelot du roi                         | Charles Granval                              |
| Le docteur Fardin                                 | Ravet                                        |
| Un reporter                                       | Gerbault                                     |
| Montureux                                         | Georges Le Roy                               |
| La baronne de Montureux                           | Suzanne Devoyod                              |
| Mme de Champvernie, amoureuse de Pierre de Lancry | Mlle Prévost                                 |
| Mme Janvry                                        | J Faber                                      |
| Mme Starini, cantatrice mondaine                  | Jeanne Even                                  |
| Une soubrette                                     | Andrée de Chauveron                          |
| Champverni                                        | Berteaux                                     |
| Un domestique                                     | Chaize                                       |

## Représentations notables
La pièce a été reprise en  1950 au théâtre de Chaillot, avec dans la distribution le jeune Patrick Dewaere (3 ans seulement) aux côtés de sa mère, Mado Maurin.

## Adaptation cinématographique
- Primerose, film français de René Guissart sorti en 1934.